# Shai Hillman
Shai Hillman (St. Louis Park, ...) è un giocatore di football americano statunitense naturalizzato israeliano che gioca come wide receiver per i Tel Aviv Pioneers e per la nazionale israeliana.